# Alby IF Baseboll
Alby IF Baseboll grundades 1974 i Stockholmsförorten Alby i Botkyrka kommun,  under namnet Alby Baseball Club men 1976 gick man som självstyrande sektion in i  Alby IF som grundades 1975 . 2000 tog man sitt första och hittills enda SM-guld och 2001 blev man SM-tvåa.